# Ematurga unicoloraria
Ematurga unicoloraria är en fjärilsart som beskrevs av Otto Staudinger 1871. Ematurga unicoloraria ingår i släktet Ematurga och familjen mätare. Inga underarter finns listade i Catalogue of Life.